# Tocoyena pittieri
Tocoyena pittieri là một loài thực vật thuộc họ Rubiaceae. Loài này có ở Colombia, Costa Rica, Honduras, và Panama.